# EXCEDE
Exoplanetary Circumstellar Environments and Disk Explorer (EXCEDE) — космический телескоп, предлагавшийся в рамках программы НАСА по наблюдению околозвездных протопланетных дисков и пыли и их формированию, а также поиску в них экзопланет звезд спектральных классов от М до В, находящихся в пределах 100 парсек от Солнца. Для исследования предлагалось использовать 70-сантиметровый коронограф, смонтированный на телескопе, называемый PIAA (Phase Induced Amplitude Apodized Coronagraph), для подавления света звёзд для того, чтобы быть в состоянии обнаружить слабое излучение околозвездной пыли. Изучая строение таких дисков, можно получить сведения о формирующихся планетах (в том числе в обитаемых зонах), а у существующих экзопланет может быть изучено их взаимодействие с пылевым диском. Главным исследователем проекта был доктор Гленн Шнейдер.